# 1113
1113 (MCXIII) fue un año común comenzado en miércoles del calendario juliano.

## Acontecimientos
- 15 de febrero: en Roma, el papa Pascual II emite la bula Pie postulatio voluntatis, en la que reconoce la primera orden monástica: la Orden de los Hospitalarios), hoy refundada como Orden de Malta.
- Vladímir II Monómaco es proclamado Gran Príncipe de Kiev por el consejo de boyardos y la asamblea del pueblo (vetche).

## Fallecimientos
- Gerardo I, conde de Rosellón.
- 16 de abril, Sviatopolk II de Kiev, gobernante ruso (n. 1050)